# 1988 aux États-Unis
Pour des articles plus généraux, voir Chronologie des États-Unis et 1988.
Chronologie des États-Unis
- 1984
- 1985
- 1986
- 1987
- 1988
- 1989
- 1990
- 1991
- 1992

Cette page concerne des événements d'actualité qui se sont produits durant l'année 1988 du calendrier grégorien aux États-Unis.

## Gouvernement
- Président : Ronald Reagan
- Vice-président : George H. W. Bush
- Secrétaire d'État : George Shultz
- Chambre des représentants - Président : Jim Wright (Parti démocrate)

## Événements
- 29 janvier : les États-Unis annoncent que les « quatre dragons » (Corée du Sud, Hong Kong, Singapour et Taïwan) n’ont plus à bénéficier du traitement privilégié accordé aux pays en voie de développement.
- 12 février : Anthony Kennedy est nommé juge de la Cour suprême des États-Unis d'Amérique par le président Ronald Reagan.
- 27 mai : ratification par le Sénat du Traité sur les forces nucléaires à portée intermédiaire.
- 23 juin : Lors de son audition devant le Sénat, le climatologue en chef de la NASA James E. Hansen expose le phénomène du réchauffement climatique[1].
- 25 juillet : assassinat de la jeune actrice Judith Barsi et de mère Maria Virovacz par son propre père József, qui se suicide après avoir incendié la maison, à Canoga Park, Los Angeles dans l'État de Californie.
- 1er octobre : Medicare Catastrophic Coverage Act. Baisse des subventions fédérales au programme de soin Médicare.
- 13 octobre : Family Support Act, loi durcissant l'attribution des allocations familiales.
- 21 octobre : Technical and Miscellaneous Revenue Act. Évaluation économique de 8 ans de réforme fiscale et de baisse des impôts. Expérimentation de nouvelles taxes sur le capital et de nouvelles règles sur l’attribution des allocations sociales. Nouvelles réglementations sur l'ouverture de comptes en banque. L'impôt sur le revenu passe à 3 tranches (15 %, 33 % et 28 %). Majoration des recettes fédérales de 34 milliards de dollars.
- 9 novembre : le vice-président en exercice George H. W. Bush est élu facilement président des États-Unis avec 54 % des votes exprimés sur le démocrate Michael Dukakis. Le Congrès reste cependant sous le contrôle des démocrates (260 sièges sur 435 à la Chambre des représentants et 55 sièges sur 100 au Sénat).
- 14 novembre : publication du premier numéro d'America Oggi, un quotidien en langue italienne publié aux États-Unis à destination de la communauté italienne des États-Unis.
- 18 novembre : Anti-Drug Abuse Act. Nouvelle législation anti-drogue, promulguée par le président Bush. Accroissement des sanctions fédérales sur la possession de drogue. Création de l'Office of National Drug Control Policy, dépendant du Président et chargé de combattre le trafic de drogue.

## Économie et société
- Les dépenses militaires aux États-Unis sont réduites de 12 % depuis 1986.
- Renforcement du budget du fisc américain (IRS).
- 5,3 % de chômeurs
- 2,9 % de déficit
- 4,4 % d'inflation
- 2 850 milliards de dollars de dette publique. La dette a été multipliée par 3 sous les 8 ans de présidence Reagan.

## Culture

### Cinéma

#### Films américains sortis en 1988
- x

#### Autres films sortis aux États-Unis en 1988
- Mississipi Burning

## Naissances en 1988
- 25 mai : Benjamin Fodor, bien connu de son super-héros Phoenix Jones.
- 27 août : Alexa Vega, actrice.
- 6 novembre : Emma Stone, actrice.

## Décès en 1988
- 25 juillet : Judith Barsi, actrice. (° 6 juin 1978)
- 8 août : Alan Napier, acteur. (° 7 janvier 1903)